# Charitopepla
Charitopepla là một chi bướm đêm thuộc họ Crambidae.